# 현상주
현상주(? - )는 조선민주주의인민공화국의 정치인이다. 조선직업총동맹 중앙위 위원장 겸 조선로동당 중앙위원회 정치국 후보위원이다. 전 최고인민회의 상임위원회 위원이다.

## 경력
2010년 8월부터 조선직업총동맹 중앙위 위원장 겸 최고인민회의 상임위원회 위원으로 재임 중이다. 2010년 9월, 조선로동당 중앙위원회 후보위원에 선임되었다.

## 기타
2011년 김정일 사망 당시에 국가장의위원회 위원을 맡았다.